# Є
Є (minuskule є) je osmé písmeno ukrajinské azbuky a od roku 2000 také chantyjské azbuky. V ukrajinštině je jeho výslovnost stejná jako výslovnost hlásky ě v češtině. Odpovídající písmeno v ruské azbuce je Е (v ukrajinštině Е odpovídá ruskému Э).